# In corpore sano (romanzo)
In corpore sano  è un romanzo giallo storico scritto da Danila Comastri Montanari, pubblicato per la prima volta nel 1991 dalla Arnoldo Mondadori Editore, nella collana Il giallo Mondadori con il numero 2235. In termini di pubblicazione, è il seguito di Mors tua, ma la successiva pubblicazione del 1998 tramite la Hobby & Work lo ha riposto come sesto numero delle avventure di Publio Aurelio Stazio.

## Personaggi
- Publio Aurelio Stazio: senatore romano e protagonista della serie. Vive nella domus degli Aureli sul Viminale insieme a Castore, Paride, Aristodemo e i suoi servi.
- Castore: segretario di Aurelio, agile e snello, ma anche molto arrogante.
- Paride: intendente e capo della servitù di Aurelio. Sebbene estremamente fedele e onesto, è anche molto superstizioso.
- Pomponia: una patrizia amica di Aurelio.
- Mordechai: commerciante ebreo conoscente di Publio Aurelio.
- Dinah: figlia di Mordechai.
- Eleazar: fidanzato di Dinah.
- Shula: nutrice di Dinah.
- Flavio: nobile giovinastro.
- Fusco: padre di Flavio.
- Rubellio: amico di Flavio.
- Decimo Rubellio: padre di Rubellio.
- Oppia: tenutaria di un bordello di lusso.
- Demofonte: un medico.
- Mnesarete: collega di Demofonte.

## Edizioni
- Danila Comastri Montanari, In corpore sano, n. 2235, collana Il Giallo Mondadori, Arnoldo Mondadori Editore, 1º dicembre 1991.
- Danila Comastri Montanari, In corpore sano, collana Giallo&Nero bestsellers, Hobby & Work, 1998,  p. 201.
- Danila Comastri Montanari, In corpore sano, Hobby & Work, 10 marzo 2000,  p. 263, ISBN 978-8871334196.
- Danila Comastri Montanari, In corpore sano, collana Publio Aurelio Pocket, Hobby & Work, 2005,  p. 271, ISBN 978-8878513303.
- Danila Comastri Montanari, In corpore sano, collana Publio Aurelio, Hobby & Work, 2010,  p. 271, ISBN 978-8878518711.
- Danila Comastri Montanari, In corpore sano, collana Oscar Mondadori bestsellers, Mondadori, 20 ottobre 2015,  p. 213, ISBN 978-88-0465-669-2.